# ناحیه خبانه
ناحیه خبانه (به عربی: دائرة خبانة) یک ناحیه در الجزایر است که در استان مسیله واقع شده‌است.